# Brody Malone
John Brody Malone (Johnson City, 7 gennaio 2000) è un ginnasta statunitense, specializzato nella sbarra.

## Biografia
Ai mondiali di Kitakyushu 2021 ha vinto il bronzo nella sbarra, terminando alle spalle del cinese Hu Xuwei e del giapponese Daiki Hashimoto.
Ai Giochi panamericani di Lima 2019 ha ottenuto l'argento nel concorso a squadre, con Cameron Bock, Grant Breckenridge, Robert Neff e Genki Suzuki.
Si è laureato campione iridato nella sbarra a Liverpool 2022, precedendo sul podio il giapponese Daiki Hashimoto e il brasiliano Arthur Mariano.

## Palmares
- Mondiali

Kitakyushu 2021: bronzo nella sbarra;
Liverpool 2022: oro nella sbarra;
- Giochi panamericani

Lima 2019: argento nel concorso a squadre;
- Campionati panamericani

Campionati panamericani di ginnastica artistica 2022: oro nella sbarra; oro nel concorso a squadre;